# 7386 Paulpellas
7386 Paulpellas è un asteroide della fascia principale. Scoperto nel 1981, presenta un'orbita caratterizzata da un semiasse maggiore pari a 2,3835111 UA e da un'eccentricità di 0,0747472, inclinata di 4,94411° rispetto all'eclittica.